# Иульт
Иульт — потухший стратовулкан на востоке полуострова Камчатка. Расположен в долине реки Сторож на хребте Тумрок.
Входит в Восточный вулканический пояс. Высота его достигает 1856 м над уровнем моря. Вулкан сильно разрушен.